# RUAG Space
RUAG Space és la divisió espacial de l'empresa tecnològica suïssa RUAG. En un total de set localitzacions a Suïssa (Zúric, Emmen i Nyon), Suècia (Gothenburg, Linköping) i Àustria (Viena, Berndorf), RUAG Space compta al voltant de 1.100 persones i va registrar unes vendes de 283 milions de francs suïssos en 2010.

## Productes
El nucli de negocis de RUAG Space és el desenvolupament i la fabricació de subsistemes i equips per a satèl·lits i vehicles de llançament. La cartera es divideix en cinc àrees de productes: (1) les estructures de llançadors i els mecanismes de separació, (2) les estructures de satèl·lit, mecanismes i equip mecànic, (3) l'electrònica digital per a satèl·lits i vehicles de llançament (4) Equip de comunicacions per satèl·lit i (5) instruments per a satèl·lits.
Alguns productes específics, com ara els anells col·lectors Arxivat 2011-06-21 a Wayback Machine. o aïllament tèrmic s'ofereixen també a clients no espacials

## Història
Les activitats especial de RUAG té les seves arrels a Emmen, Suïssa a finals de 1970 quan la companyia va començar a dur a terme el muntatge final de carenats de càrrega útil per a coets Ariane com a subcontractista de Oerlikon Contraves (més tard anomenat Oerlikon Space). Principalment a través d'adquisicions de RUAG va ampliar el seu negoci espacial contínuament. En primer lloc, la companyia propietat del govern suís es va fer càrrec de les empreses Mecanex (Nyon) i HTS (Wallisellen). El 2008, RUAG va adquirir SAAB Space suec i de la seva filial Aerospace austríaca. El 2009, RUAG finalment va comprar Oerlikon Space AG, la major companyia espacial suïssa en aquell moment.

## Estructura empresarial
RUAG Space és una divisió del grup tecnològic suís RUAG, amb oficines a Suïssa, Suècia i Àustria. Mentre que les activitats espacials suïsses són part de la RUAG Schweiz AG, les activitats a Suècia i Àustria s'organitzen en les empreses dedicades, RUAG Space AB i RUAG Space GmbH. El RUAG Space GmbH austríac és una subsidiària de la RUAG Space AB sueca. RUAG Space AB i RUAG Schweiz AG són filials de RUAG Holding AG.

### RUAG Space AB (Suècia)
RUAG Space AB s'especialitza en equips relacionats, per exemple en els sistemes informàtics a bord, antenes i electrònica de microones dels satèl·lits i els adaptadors i sistemes de separació per llançadors. La seu de l'empresa es troba a Göteborg, Suècia, i una divisió de sistemes mecànics es troba en Linköping, Suècia. L'empresa compta amb 415 empleats (maig de 2015).
El projecte es va iniciar originalment com una aliança d'empreses entre SAAB i Ericsson a Saab Ericsson Space fins que Ericsson va vendre la seva participació a SAAB juntament amb Saab Microwave Systems en 2006.